# Supercopa d'Europa de futbol 1989
La Supercopa d'Europa de futbol 1989 va ser la 14a edició de la Supercopa d'Europa, un partit de futbol anual disputat pels guanyadors de les competicions de la Copa d'Europa i de la Recopa d'Europa de la temporada anterior. La Supercopa de 1989 es va celebrar a doble partit, entre l'AC Milan, guanyador de la Copa d'Europa 1988-89 i el FC Barcelona, que havia guanyat la Recopa d'Europa 1988-89. Després d'un empat 1-1 a l'anada al Camp Nou de Barcelona, el Milan va guanyar 1-0 a casa per aconseguir una victòria acumulada de 2-1 i la seva primera Supercopa.

## Detalls del partit

### Anada
| FC Barcelona | 1–1    | AC Milan              |
| ------------ | ------ | --------------------- |
| Amor 67'     | Report | Van Basten 44' (pen.) |

| PO           | 1  | Andoni Zubizarreta  |     |
| MC           | 5  | Luis Milla          |     |
| DF           | 2  | Aloísio Pires       |     |
| DF           | 4  | Ronald Koeman       |     |
| DF           | 3  | Ricardo Serna       |     |
| MC           | 6  | José María Bakero   |     |
| MC           | 8  | Eusebio Sacristán   |     |
| DV           | 9  | Michael Laudrup     |     |
| MC           | 10 | Guillermo Amor      |     |
| DV           | 11 | Aitor Beguiristain  |     |
| DV           | 7  | Julio Salinas       | 65' |
| Substituts:  |    |                     |     |
| DF           | 12 | José Ramón Alexanko |     |
| PO           | 13 | Juan Carlos Unzué   |     |
| DF           | 14 | Miquel Soler        |     |
| DV           | 15 | Onésimo Sánchez     |     |
| MC           | 16 | Robert Fernández    | 65' |
| Entrenador:  |    |                     |     |
| Johan Cruyff |    |                     |     |

| PO            | 1  | Giovanni Galli        |     |
| DF            | 2  | Mauro Tassotti        |     |
| DF            | 4  | Stefano Salvatori     |     |
| DF            | 6  | Filippo Galli         |     |
| DF            | 3  | Paolo Maldini         |     |
| MC            | 5  | Frank Rijkaard        |     |
| MC            | 7  | Diego Fuser           |     |
| MC            | 11 | Alberigo Evani        |     |
| MC            | 8  | Roberto Donadoni      | 84' |
| DV            | 10 | Daniele Massaro       | 88' |
| DV            | 9  | Marco van Basten      |     |
| Substituts:   |    |                       |     |
| PO            | 12 | Andrea Pazzagli       |     |
| MC            | 15 | Demetrio Albertini    |     |
| MC            | 17 | Christian Lantignotti |     |
| MC            | 14 | Giovanni Stroppa      | 84' |
| DV            | 16 | Marco Simone          | 88' |
| Entrenador:   |    |                       |     |
| Arrigo Sacchi |    |                       |     |

### Tornada
| AC Milan  | 1–0    | FC Barcelona |
| --------- | ------ | ------------ |
| Evani 55' | Report |              |

| PO            | 1  | Giovanni Galli        |     |
| DEF           | 2  | Mauro Tassotti        |     |
| DEF           | 6  | Stefano Carobbi       |     |
| DEF           | 4  | Alessandro Costacurta |     |
| DEF           | 3  | Paolo Maldini         |     |
| MC            | 5  | Frank Rijkaard        |     |
| MC            | 7  | Diego Fuser           |     |
| MC            | 11 | Alberigo Evani        |     |
| MC            | 8  | Roberto Donadoni      |     |
| DV            | 10 | Daniele Massaro       | 65' |
| DV            | 9  | Marco van Basten      |     |
| Substituts:   |    |                       |     |
| PO            | 12 | Andrea Pazzagli       |     |
| MC            | 13 | Stefano Salvatori     |     |
| MC            | 14 | Angelo Colombo        |     |
| MC            | 15 | Giovanni Stroppa      |     |
| DV            | 16 | Marco Simone          | 65' |
| Entrenador:   |    |                       |     |
| Arrigo Sacchi |    |                       |     |

| PO           | 1  | Andoni Zubizarreta       |     |
| DEF          | 2  | Luis María López Rekarte | 74' |
| DEF          | 3  | José Ramón Alexanko      |     |
| DEF          | 4  | Luis Milla               |     |
| DEF          | 5  | Ricardo Serna            |     |
| MC           | 6  | José María Bakero        |     |
| MC           | 7  | Jordi Roura              | 10' |
| MC           | 8  | Eusebio Sacristán        |     |
| DV           | 9  | Julio Salinas            |     |
| DV           | 10 | Robert Fernández         |     |
| DV           | 11 | Aitor Beguiristain       |     |
| Substituts:  |    |                          |     |
| DEF          | 14 | Urbano Ortega            |     |
| PO           | 12 | Juan Carlos Unzué        |     |
| DEF          | 13 | Miquel Soler             | 10' |
| MC           | 15 | Julio Alberto Moreno     |     |
| DV           | 16 | Onésimo Sánchez          | 74' |
| Entrenador:  |    |                          |     |
| Johan Cruyff |    |                          |     |

| Supercopa d'Europa 1989 |
| ----------------------- |
| Italy                   |
| AC Milan Primer títol   |